# Adam Fawer
Adam Fawer (ur. w 1970 w Nowym Jorku) – amerykański powieściopisarz. Szczególna przypadłość, jego pierwsza powieść, została przetłumaczona na osiemnaście języków (w tym na język polski). W roku 2006 wygrał nagrodę International Thriller Writers Awards za swoją pierwszą powieść. Jego druga powieść, Empathy, została wydana w 2008 roku w językach niemieckim, japońskim i tureckim.
Fawer otrzymał licencjata i magistra na Uniwersytecie w Pensylwanii. Ukończył także Master of Business Administration na podyplomowej szkole biznesowej w Stanford. Podczas pracy w korporacjach, Fawer pracował dla różnych firm takich jak Sony Music, J.P. Morgan, a ostatnio, About.com, gdzie pracował na stanowisku dyrektora ds. operacyjnych.
Fawer mieszka w Nowym Jorku ze swoją partnerką i dwoma synami.